# Премия фонда имени Д. С. Лихачёва
Санкт-Петербургская премия имени академика Д. С. Лихачева — международная премия за выдающийся вклад в сохранение историко-культурного наследия России. Присуждается с 2006 года Фондом имени Д. С. Лихачёва. Торжественная церемония вручения премии приурочена ко дню рождения академика Д. С. Лихачёва — 28 ноября.

Медаль премии

Премия присуждается за выдающийся вклад и подвижническую деятельность в следующих направлениях:
- сохранение памятников истории и культуры;
- сохранение музейных, библиотечных и архивных коллекций;
- развитие краеведческого движения в России;
- пропаганда историко-культурного наследия России.

Премия включает специально разработанную Лихачевскую медаль, изготовленную по модели главного художника Санкт-Петербургского Монетного двора А. В. Бакланова, а также памятный диплом, эскиз которого разработал главный художник Геральдической службы России Е. И. Ухналёв.

## История премии
Премия, которая должна была стать знаком общественного признания на поприще сохранения культурного наследия, была учреждена в 2006 году, в год 100-летия со дня рождения академика Д. С. Лихачёва. Учреждение премии стало частью программы юбилейного «Года Лихачёва», утвержденной постановлениями Правительства России и Правительства Санкт-Петербурга.
В выдвижении кандидатов на присуждение премии участвуют члены Правления Фонда Лихачева и лауреаты премии прошлых лет. Экспертный совет премии до 2017 года возглавлял председатель правления Фонда Лихачева писатель Даниил Гранин.
Согласно постановлению Правительство Санкт-Петербурга «Об утверждении премий правительства Санкт-Петербурга имени академика Д. С. Лихачева», помимо медали и диплома размер премии должен был составить 80 тыс. рублей. Однако денежную премию за счёт бюджета Санкт-Петербурга лауреаты получили только в первый юбилейный год. В дальнейшем правительство города отказывалось финансировать премию, которая формально продолжала считаться «учрежденной правительством». Выплата денежной премии, уже в меньшем размере, все последующие годы была возможной за счёт привлечения спонсоров. 16 апреля 2010 года постановление от ноября 2006 года было официально отменено.

## Лауреаты премии

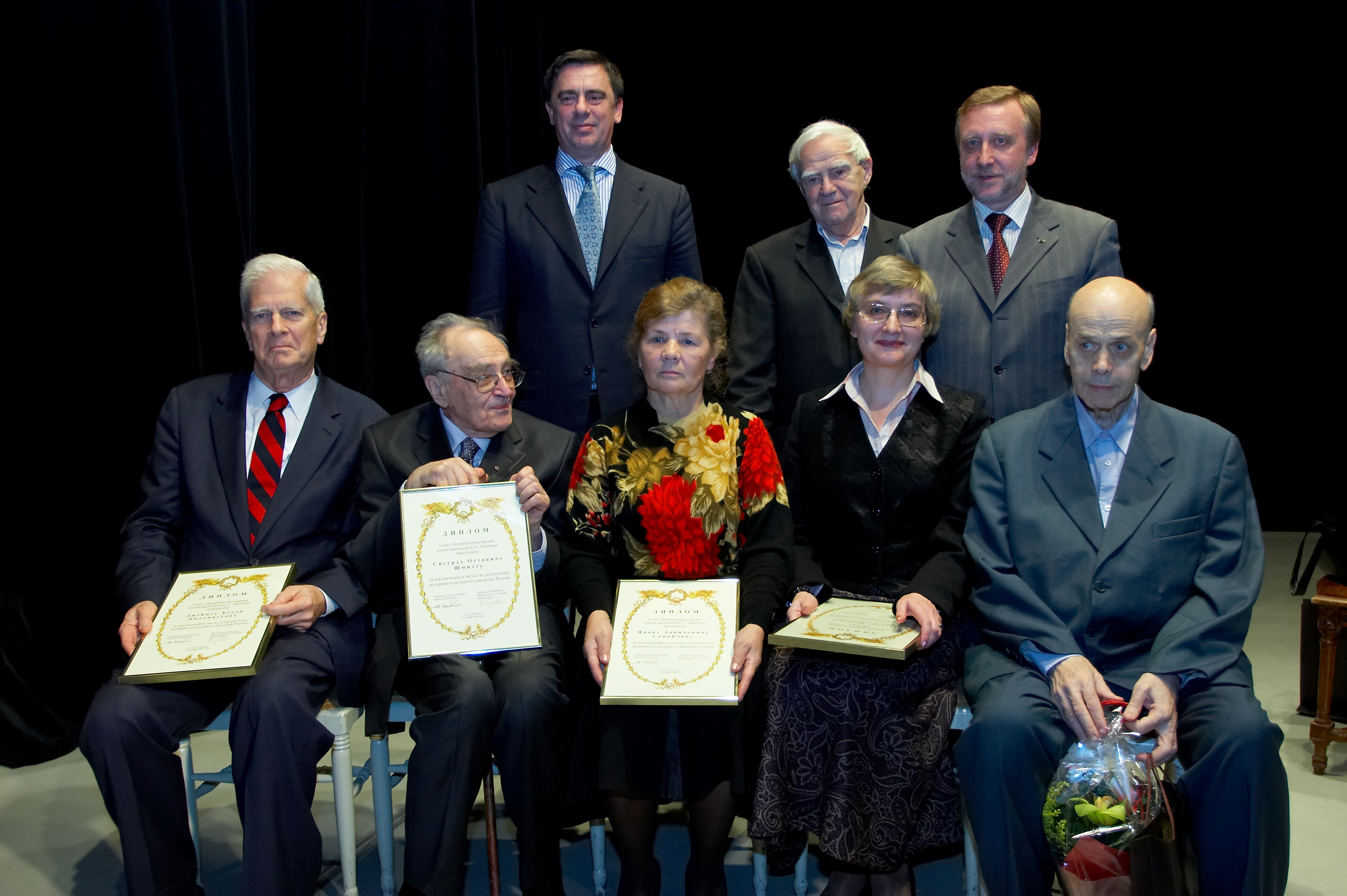
Лауреаты премии имени Д.С. Лихачева 2006 года. На заднем плане стоят, слева направо: вице-губернатор Петербурга С. Б. Тарасов, писатель Д. А. Гранин (глава экспертного совета премии), А. В. Кобак (директор фонда имени Д. С. Лихачёва).

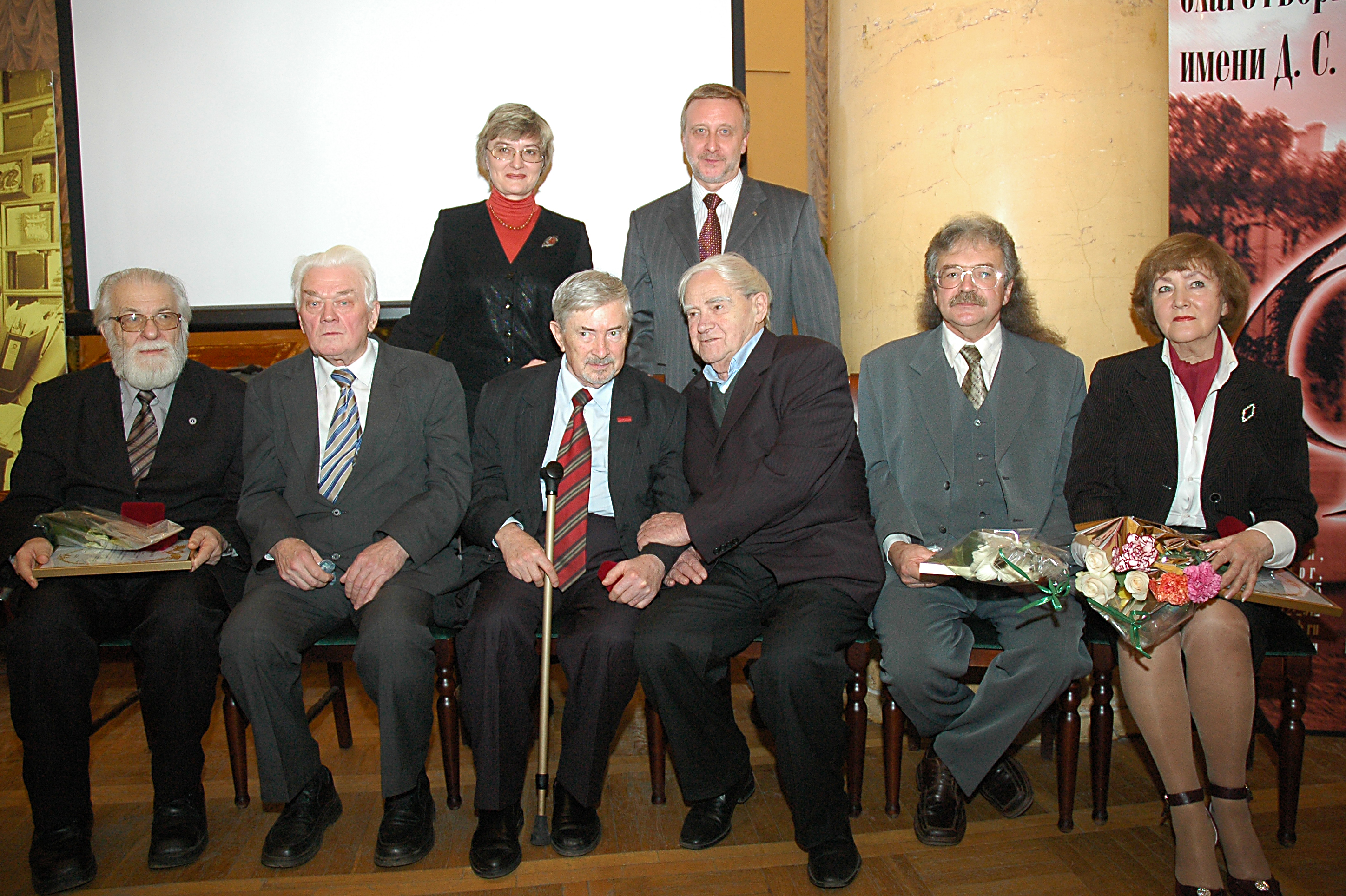
Лауреаты премии имени Д.С. Лихачева 2007 года.

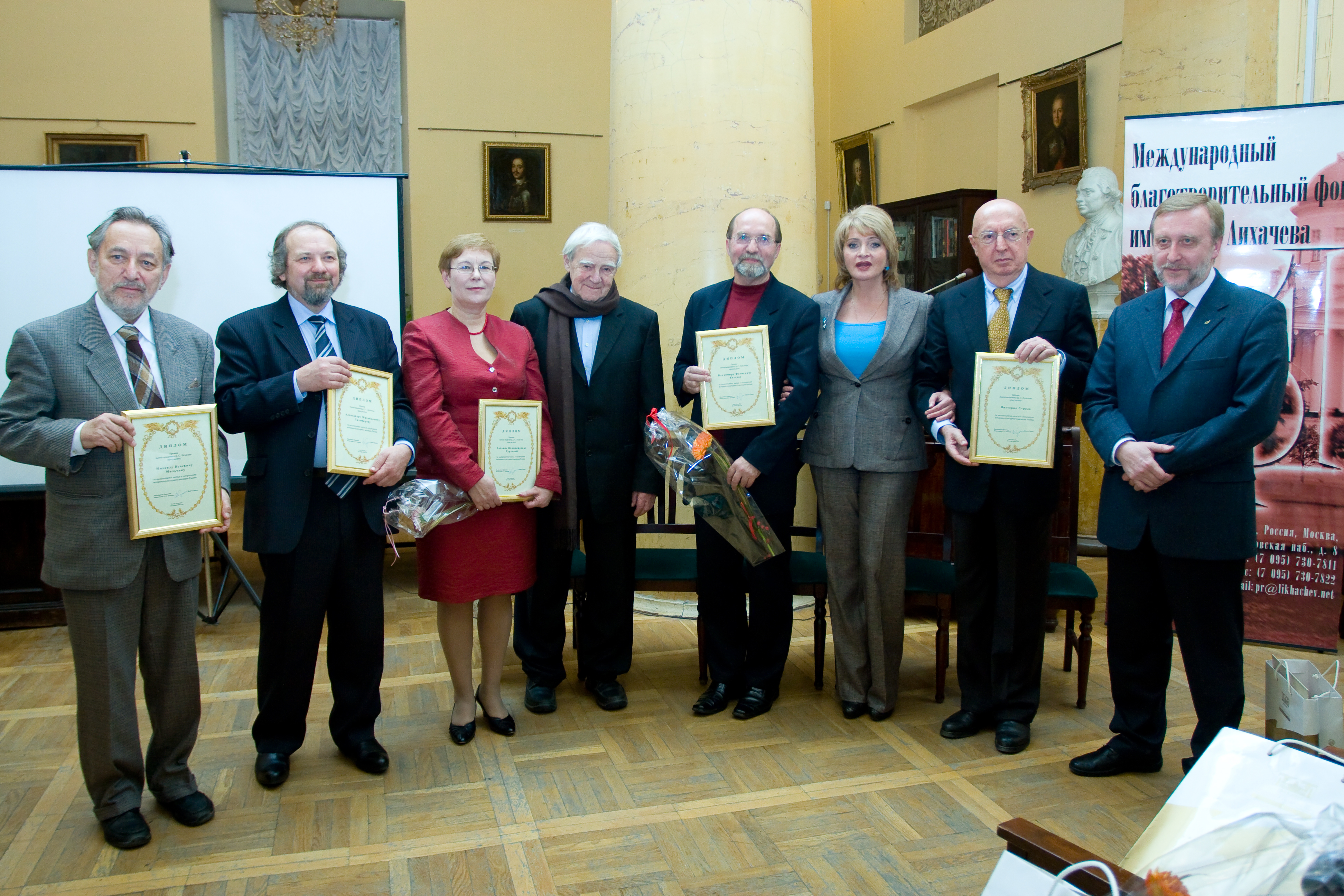
Лауреаты премии имени Д.С. Лихачева 2008 года.

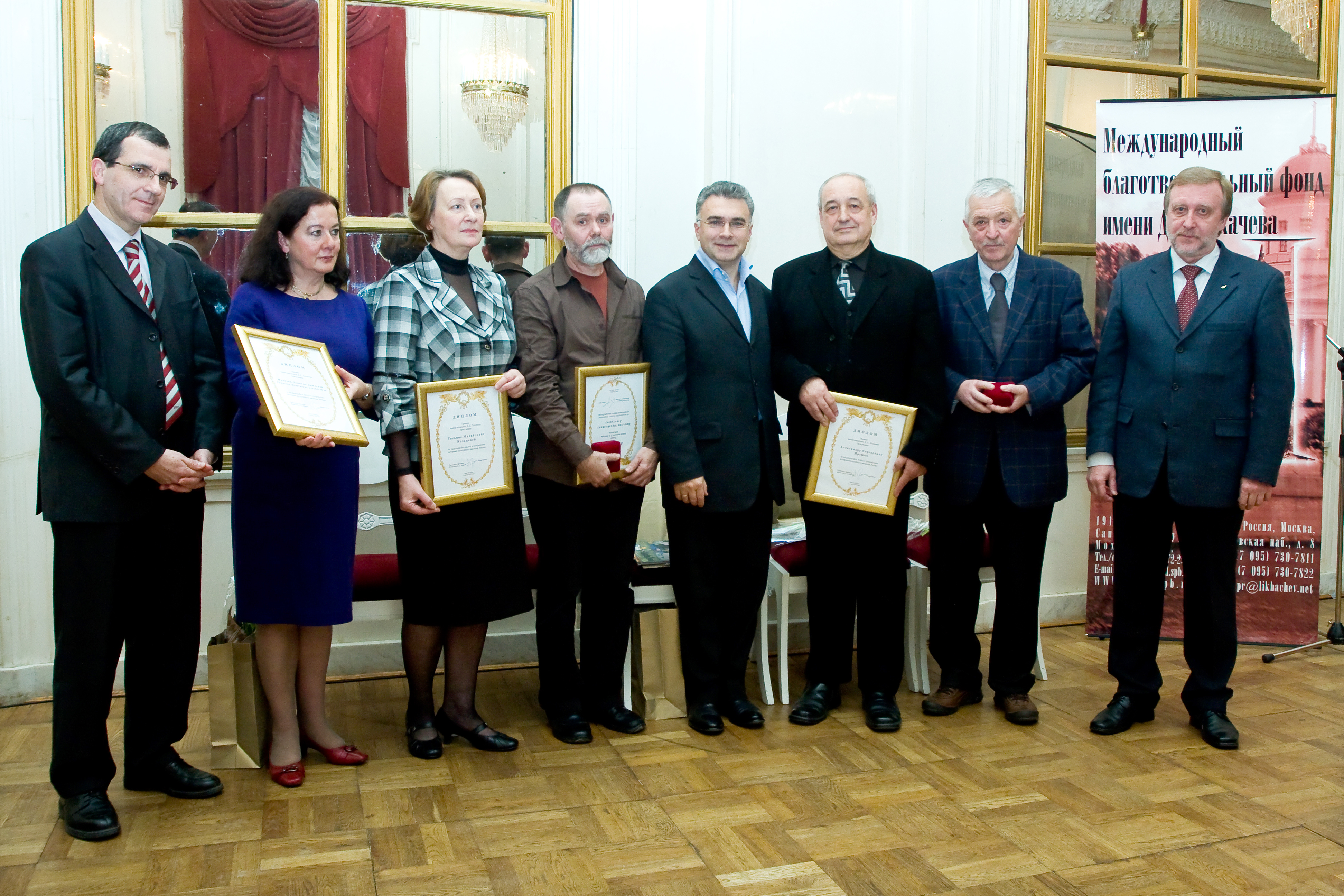
Лауреаты премии имени Д.С. Лихачева 2009 года с почётными участниками церемонии.

### 2006
- Комеч, Алексей Ильич
- Краснобородько, Татьяна Ивановна
- Самойлов, Иван Данилович
- Шмидт, Сигурд Оттович
- Биллингтон, Джеймс Хедли

### 2007
- Орфинский, Вячеслав Петрович
- Знаменов, Вадим Валентинович
- Игошин, Иван Иванович[вд]
- Мацак, Вероника Александровна[вд]
- Егоров, Борис Фёдорович

### 2008
- Мильчик, Михаил Исаевич
- Пуртова, Татьяна Владимировна[вд]
- Козлов, Владимир Фотиевич
- Тихомиров, Александр Михайлович[вд]
- Страда, Витторио

### 2009
- Кулаков, Виктор Евгеньевич
- Кольцова, Татьяна Михайловна[вд]
- Локотьков, Николай Михайлович[вд]
- Ярешко, Александр Сергеевич[вд]
- Лиштенан, Франсин-Доминик[фр.]

### 2010
- Кадиков, Борис Хатмиевич
- Благово, Никита Владимирович[вд]
- Рахматуллин, Рустам Эврикович
- Мельник, Александр Гаврилович
- Земляниченко, Марина Александровна[вд]

### 2011
- Анисимова, Тамара Ивановна
- Гаврилов, Александр Константинович
- Серебрякова, Марина Сергеевна
- Грюэль-Апер, Лиз[вд]

### 2012
- Веденин, Юрий Александрович
- Мнухин, Лев Абрамович
- Романюк, Сергей Константинович
- Шабаршина, Нина Васильевна
- Лю Вэньфэй

### 2013
- Аксельрод, Владимир Ильич
- Бударагин, Владимир Павлович
- Марголис, Александр Давидович
- Рогачёв, Михаил Борисович
- Лемменс, Альберт и Стоммельс, Серж-Алеша

### 2014
- Иоаннисян, Олег Михайлович
- Максимовская, Людмила Мироновна
- Сокуров, Александр Николаевич
- Ханевич, Василий Антонович
- Цветкова, Елена Аркадьевна
- Брумфилд, Уильям Крафт

### 2016
- Алексеев, Анатолий Алексеевич
- Кирпичников, Анатолий Николаевич
- Пиотровский, Михаил Борисович
- Понырко, Наталья Владимировна
- Рецептер, Владимир Эмануилович

### 2017
- Верёвкина, Галина Александровна
- Кушнир, Исаак Яковлевич
- Попова, Нина Ивановна
- Ацуо Накадзава[вд]
- Нива, Жорж

### 2021
- Антонова, Любовь Вениаминовна
- Зуб, Людмила Михайловна
- Шатковская, Елена Флегонтовна
- Кириков, Борис Михайлович
- Захаренков, Алексей Леонидович
- Сабина Фаль, Дитер Фаль (Грайфсвальд/Берлин)

### 2024
- Гольденберг, Михаил Леонидович
- Гордин, Яков Аркадьевич
- Кручинина, Альбина Никандровна
- Маркелов, Глеб Валентинович
- Штавдакер, Лариса Александровна